# Залесие
Залесие (рус.: Залесье – място отвъд гората) е исторически регион на територията на Руската федерация, разположен върху северните и западните части на Владимирска област и обхващащ и части от Московска област и Ярославска област. Районът има важно историческо значение, тъй като на неговата територия в периода XI – XIV в. процъфтява Владимир-Суздалското княжество, което е една от най-мощните и влиятелни руски средновековни държави след разпадането на Киевска Рус.